# Municipalità di Jelgava
La municipalità di Jelgava (in lettone Jelgavas novads) è una delle trentasei municipalità della Lettonia. È situata nella regione storica della Semgallia e circonda la città repubblicana autonoma di Jelgava, in cui sono situati gli uffici della municipalità nonostante la città non vi sia inclusa. Il centro abitato più popolato all'interno della municipalità è Ozolnieki. Confina con la Lituania.
I confini della nuova municipalità, istituita nel 2021, corrispondono a quelli del vecchio distretto di Jelgava abolito nel 2009.

## Suddivisione
La municipalità comprende 16 parrocchie:
- Cena
- Eleja
- Glūda
- Jaunsvirlauka
- Kalnciems
- Lielplatone
- Līvbērze
- Ozolnieki
- Platone
- Salgale
- Sesava
- Svēte
- Valgunde
- Vilce
- Vircava
- Zaļenieki